# أولاد أحبابة
توجد بلدية أولاد أحبابة ولاية سكيكدة تحدها شمالا بلدية زردازة بلدية السبت وشرقا ولاية قالمة وغربا ولاية قسنطينة وهي بلدية تعدادها السكاني حوالي 9000 نسمة يمارس الزراعة كمصدر اساسي وخدمات السياحة